# William Duncombe
William Ernest Duncombe (28 janvier 1829-13 janvier 1915) est un homme politique conservateur britannique.

## Biographie
Il est le fils de William Duncombe (2e baron Feversham), et de son épouse Louisa Stewart. Il est élu à la Chambre des communes comme député d'East Retford en 1852, siège qu'il occupe jusqu'en 1857, puis représente la circonscription nord du Yorkshire entre 1859 et 1867. La dernière année, il succède à son père dans la baronnie et entre à la Chambre des lords. En 1868, il est créé vicomte Helmsley, de Helmsley dans la circonscription nord du comté de York, et comte de Feversham, de Ryedale dans la circonscription nord du comté de York.

## Mariage et enfants
Lord Feversham épouse Mabel Violet, fille de James Graham (2e baronnet), en 1851. Ils ont sept enfants: 
- Mabel Cynthia Duncombe (née   ?, décédé le 25 avril 1926)
- Ulrica Duncombe (née en 1875 [2], décédée le 27 avril 1935), épouse le brigadier-général Everard Baring (en), fils d'Edward Baring
- Helen Venetia Duncombe (en) (née en 1866, décédée le 16 mai 1954), épouse Edgar Vincent, 1er vicomte d'Abernon, sans descendance.
- William Reginald Duncombe, vicomte Helmsley (né le 1er août 1852, décédé le 24 décembre 1881), père de Charles Duncombe (2e comte de Feversham)
- James Henry Duncombe (né le 20 octobre 1853, décédé le 10 janvier 1886), célibataire [3].
- Hubert Ernest Valentine Duncombe, DSO (né le 14 février 1862, mort le 21 octobre 1918), député d'Egremont 1895–1900, célibataire [4].
- Hermione Wilhelmina Duncombe (née le 30 mars 1864, décédée le 19 mars 1895), épouse Gerald FitzGerald (5e duc de Leinster), mère des 6e et 7e ducs de Leinster[5].

Lord Feversham meurt en janvier 1915, âgé de 85 ans, et est remplacé par son petit-fils Charles Duncombe, son fils aîné et héritier William, étant mort avant lui. Lady Feversham est décédée sept mois seulement après son mari.